# Sexto problema de Hilbert
O sexto problema de Hilbert é um dos mais complicados[carece de fontes?] problemas da famosa lista, pois a sua proposta é transformar toda a física em axiomas  e vai de encontro ao fato de que muitas verdades matemáticas algumas vezes não serem correspondidas na física e vice-versa.

## Buscando a unificação
Se fossemos montar então axiomas unificados (física e matemática) teríamos que anular algumas verdades matemáticas ou algumas verdades físicas. Porém com os novos avanços tanto na matemática quanto na física muitos axiomas puderam ser reformulados graças à física quântica e à teoria da computação algorítmica na matemática (terceiro problema de Hilbert). Através desses dois campos "teóricos", com eles não seria possível apenas vários axiomas que definam matematicamente a física, mas uma lei matemática geral que defina toda a física, como um algoritmo finito, mas esse caminho é o mais difícil por estar muito distante, as teorias físicas se renovam com frequência notável e um algoritmo que defina infinitos números de dados tão complexos, aleatórios e caóticos seria impossível pelo menos para a capacidade humana, para definir toda física de maneira matemática é bem mais fácil pensar em um universo físico como um todo, algo que "segue padrões quantitativos", porém quando vamos considerar o universo como um todo e trazer isso para um ou uns algoritmos matemáticos encontramos cálculos ilimitados e incalculáveis humanamente, por isso o problema ainda não foi resolvido de forma matemática.